# Ансильта
Культура Ансильта — аборигенная археологическая культура, существовавшая в период 1800 г. до н. э. — 500 г. н. э. в зоне Ансильта, входящей в состав аргентинских Анд, ныне аргентинская провинция Сан-Хуан, от возвышенностей и до долин к востоку от горной цепи. Непрерывное существование традиции на протяжении более 2 тыс. лет делает эту культуру одной из наиболее примечательных в доколумбовой истории.
Судя по находкам в пещерах, носители культуры прибыли на территорию современной Аргентины с территории Перу через Чили.
По образу жизни были охотниками и собирателями, охотились на гуанако и меньших животных, собирали яйца птиц, плоды рожкового дерева и джеффрии. Сельское хозяйство было малоразвитым в связи с засушливым климатом в местах существования данной культуры, хотя около 500 г. н. э., к самому концу существования культуры, на неё начали влиять соседние сельскохозяйственные культуры, начинается культивация кукурузы, киноа, тыквы и бобов.
Предполагается, что представители культуры жили в природных пещерах или в конических хижинах. Они хоронили своих умерших в пещерах или в курганах, покрытых крупными камнями.
Хорошо сохранилась мумия, обнаруженная в Пещере затылков (Gruta de Morrillos) в провинции Сан-Хуан, человека с тёмной кожей и прямыми волосами, широким лбом, выступающими скулами, крепкими, но не чрезмерно крупными челюстями, носом умеренного размера и глазами среднего размера, не раскосыми. Рост умершего был низким, не более 160 см.